# Pyton tygrysi
Pyton tygrysi (Python molurus) – gatunek węża z rodziny pytonów (Pythonidae). Jeden z największych gatunków pytonów świata. Zamieszkuje Azję Południową.

## Zasięg występowania
Pyton tygrysi zamieszkuje wschód Pakistanu, Indie, Nepal, Bhutan, Cejlon (Sri Lanka) oraz tereny Bangladeszu w pobliżu granicy z Indiami.

## Systematyka
Gatunek ten uznawany jest za monotypowy. Opisany w 1945 roku podgatunek P. m. pimbura nie jest obecnie wyróżniany. Dawniej za podgatunek P. molurus często uznawany był pyton birmański (Python bivittatus) klasyfikowany obecnie jako odrębny gatunek.

## Morfologia
Ma silne i masywne ciało o obwodzie większym niż udo dorosłego mężczyzny. Dorosły osobnik potrafi stwarzać zagrożenie dla życia człowieka.
Ubarwienie węża stanowią jasno- lub ciemnobrązowe, nieregularne duże plamy oddzielone od siebie cienkimi, jasnożółtymi pręgami. Plamy są jaśniejsze w części centralnej, ciemniejsze zaś przy krawędziach.
Istnieje szereg odmian barwnych jak np. albino, green, labirynth, granit, hypo, albino T+.
Wąż ten może dorosnąć do 4–4,5 m.

## Długość życia
W niewoli żyje do około 25 lat (maksymalnie 37). Złe warunki środowiskowe, nieprawidłowe żywienie i przebyte choroby znacznie wpływają na skrócenie długości życia.

## Biotop
Występuje na obszarach leśnych (w tym w lasach półsuchych), namorzynach, łąkach, bagnach, w strumieniach i rzekach, a nawet w jaskiniach. Dobrze pływa.

## Pożywienie
Głównie ssaki – myszy, szczury, króliki, aż po mniejsze ssaki parzystokopytne (w naturze), ptaki. Generalnie zjada większość zwierząt, które uda mu się upolować. Na wolności atakuje także np. młode antylopy.

## Ochrona
Gatunek chroniony międzynarodową konwencją CITES (załącznik I) oraz odpowiednimi przepisami Unii Europejskiej. Zgodnie z ustawą o ochronie przyrody wymaga rejestracji.

## W kulturze
Pyton tygrysi o imieniu Kaa jest jednym z bohaterów Księgi dżungli Rudyarda Kiplinga.